# جیمز ویلارد
 جیمز ویلارد (انگلیسی: James Willard؛ زاده تاریخ ورودی نامعتبر است درگذشته ۱۰ ژوئن ۱۹۶۸) یک تنیس‌باز اهل استرالیا بود.